# Gillette
För andra betydelser, se Gillette (olika betydelser).
Gillette är ett varumärke för rakhyvlar och relaterade produkter. Det ägs sedan år 2005 av Procter & Gamble. Före uppköpet verkade företaget självständigt under namnet The Gillette Company. Det ursprungliga företaget grundades av King C. Gillette år 1901 i syfte att tillverka rakhyvlar. Företaget var baserat i Boston, Massachusetts, USA. 
1 oktober 2005 slutförde Procter & Gamble köpet av The Gillette Company. Sista dagen The Gillette Companys aktier såldes på New York Stock Exchange var 30 september 2005. Sammanslagningen skapade världens största företag för personhygien/personvård och hushållsprodukter. 
Före sammanslagningen hade Gillette växt till ett världsledande företag för produkter under olika varumärken, bland annat tyska Braun och Oral-B. Även Duracell tillhörde Gillette, men 2014 sålde Procter & Gamble Duracell.
Procter & Gamble kallade först det inköpta företaget för Global Gillette. Sedan juli 2007 är Global Gillette upplöst och dess varumärken har inkorporerats och uppdelats mellan Procter & Gambles två produktfamiljer Procter & Gamble Beauty och Procter & Gamble Household Care.